# آرگلاگور
آرگلاگور (به اسپانیایی: Argelaguer) یک منطقهٔ مسکونی در اسپانیا است که در گاروتاکسا واقع شده‌است. آرگلاگور ۱۲٫۵ کیلومتر مربع مساحت دارد.